# Nikocado Avocado
Nikocado Avocado (* 19. Mai 1992 in Cherson; bürgerlich Nicholas Perry) ist ein in der Ukraine geborener US-amerikanischer Influencer, der durch seine Mok-Bang-Videos Bekanntheit erlangte. Auf all seinen YouTube-Kanälen hat er mittlerweile über 8 Millionen Abonnenten.

## Leben
Nicholas Perry, geboren in der Ukraine, wurde im Kindesalter von einer amerikanischen Familie adoptiert und wuchs in Pennsylvania auf.
Perry studierte am College. Zwischen 2011 und 2012 verdiente Perry seinen Lebensunterhalt als freiberuflicher Geiger und arbeitete zudem bei The Home Depot. 2013 zog er nach New York City, um in einem Broadway-Orchester zu spielen, dies gelang ihm allerdings nicht.
Danach lernte er seinen späteren Ehemann, Orlin Home, bei Facebook kennen. 2014 gab Perry seine Musikkarriere auf und zog zu ihm nach Kolumbien. Die beiden heirateten am 10. April 2017.
Orlin Home, der bereits einen YouTube-Kanal hatte, ermutigte Perry 2014, seinen eigenen zu gründen: „Nikocado Avocado“. Perrys Kanal bestand damals hauptsächlich aus Vlogs über seinen veganen Lebensstil sowie musikalischen Vorführungen. Am 1. September 2016 veröffentlichte Perry ein Video, in dem er erklärte, warum er kein veganer YouTuber mehr sein wollte, und seine Frustration über die vegane Gemeinschaft preisgab, die er als „unausgeglichen, feindselig und geistig instabil“ beschrieb.
Ab 2016 begann Perry, Mok-Bang-Videos zu drehen, und war damit einer der ersten amerikanischen Männer, die sich dem Trend anschlossen. Sein erstes Mok-Bang-Video erreichte innerhalb weniger Wochen 50.000 Aufrufe, weshalb er darauf fast nur noch Mok-Bang-Videos produzierte. Seine früheren Mok-Bang-Videos zeigten oft seinen Papagei, der auf seiner Schulter saß, während er aß.
Perry trat 2018 in der Comedy-Central-Sendung Tosh.0 auf. Er ist auch auf anderen Plattformen präsent, dazu gehören TikTok, X, Facebook, Instagram, Patreon oder aber auch Onlyfans.
Laut einem Interview mit dem MEL Magazine im Jahr 2021 werden viele von Perrys Online-Konflikten inszeniert, um seinen Kanal zu fördern.

## Gesundheit
Aufgrund der starken Gewichtszunahme von Perry in den letzten Jahren machen sich viele Fans und YouTuber Sorgen um seine Gesundheit. In einem Interview im Jahr 2019 sagte Perry, er habe vor, „noch ein paar Jahre lang“ Mok-Bang-Videos zu erstellen, und das sei „sehr ungesund“. Zahlreiche von Perry hochgeladene, emotional turbulente Videos haben auch dazu geführt, dass Menschen den Zustand seiner geistigen Gesundheit in Frage stellen.
Im Jahr 2019 teilte Perry Men’s Health mit, dass er aufgrund seines großen Konsums von Lebensmitteln in seinen Mok-Bang-Videos an erektiler Dysfunktion und einem Libidoverlust leide. Am 18. September 2021 behauptete er, er habe sich nach Monaten „exzessiven, heftigen Hustens“ die Rippen gebrochen. Im selben Jahr teilte er seinen Zuschauern mit, dass er als behindert gelte und ein Elektromobil fahre.
2023 begann er aufgrund der Sorgen seiner Fans, absichtlich Gewicht zu verlieren. Im März erzählte er, er habe bereits 40 Kilogramm abgenommen. Im April wurde jedoch ein weiteres Video veröffentlicht, in dem er weinend erklärt, er habe wieder 14 Kilo zugenommen. Im November veröffentlichte er noch ein Video, in dem er erklärte, dass er nicht mehr Gewicht abnehmen möchte und weiterhin Mok-Bang machen möchte.
Im September 2024 zeigte er sich in einem Video namens „Two Steps Ahead“ um mehr als 100 Kilo erleichtert.

## Kontroversen
Im Dezember 2019 wurde Perry von der YouTuberin Stephanie Soo beschuldigt, sie belästigt zu haben, indem er ihr Textnachrichten geschickt habe und Fotos von ihrem Haus gemacht habe. Perry veröffentlichte ein Antwortvideo, in dem er ihre Aussagen bestritt, in dem er die von ihm aufgenommenen Fotos zeigte und argumentierte, dass Soo sich der Aufnahme völlig bewusst gewesen sei.
Zach Choi, ein weiterer YouTuber, der einst mit Perry und Soo zusammenarbeitete, gab später an, dass er einen Anwalt beauftragt hatte um sich mit Perrys Aussagen auseinanderzusetzen, obwohl nie rechtliche Schritte eingeleitet wurden. Perry behauptete später, dass er und Soo den Konflikt für ihre Karrieren vorgetäuscht haben.